# Baía Farta
Baía Farta é uma cidade e município da província de Benguela, em Angola.
Tem 6 744 km² de área. Em 2014, tinha 102 989 habitantes. Limita-se a norte com o município de Benguela, a leste com os municípios de Caimbambo e Chongoroi, a sul com os municípios de Camucuio e Moçâmedes e a oeste com o oceano Atlântico.
O município é constituído pela comuna-sede, correspondente à cidade de Baía Farta, e pelas comunas de Dombe Grande, Calahanga e Equimina.
Forma, juntamente com as cidades de Benguela, Lobito e Catumbela, a Região Metropolitana de Benguela, uma área de forte conurbação e ligação de serviços urbanos.

## História
Entre a comuna de Dombe Grande e a vila de Cuio, no município da Baía Farta, foi construído, entre 1904 e 1905, o Caminho de Ferro do Cuio, a menor de todas as linhas ferroviárias em território angolano (excluindo-se os ramais). Possuía somente 18 km de extensão, e era utilizado para escoar o açúcar produzido em Dombe. O escoamento se dava pelo porto de Cuio, na enseada homônima.

## Economia
Seus grandes sustentáculos econômicos são a pesca marítima e o turismo, nas baías Farta (acidente geográfico) e da Caota, além da enseada do Cuio.